# Stołowebjergene Nationalpark
Stołowebjergene Nationalpark (polsk: Park Narodowy Gór Stołowych), er en nationalpark i det sydvestlige Polen. Det omfatter den polske del af Stołowebjergene (Taffelbjergene), som er en del af Sudeterne. Det ligger i Powiat Kłodzko i Nedre Schlesiske Voivodeship, ved grænsen til Tjekkiet. Parken er oprettet i 1993 og har et areal på 63,39 km², hvoraf skoven tegner sig for 57,79 km². Området med streng beskyttelse er 3,76 km².

## Historie
Landskabet i Taffelbjergene begyndte at danne sig for 70 millioner år siden. Kædens unikke form er et resultat af hundreder af tusinder af år med erosion. Der er flere bemærkelsesværdige klippeformationer, blandt andet Kwoka ("Hen"), Wielblad ("Kamel") og Glowa wielkoluda ("Kæmpens hoved"). Der er også et sofistikeret system af klippekorridorer, der skaber bjerglabyrinter.

## Flora og fauna
I øjeblikket består plantelivet for det meste af gran, der blev introduceret til området ved begyndelsen af det 19. århundrede for at erstatte gamle bøge og granskove, som var blevet fældet. Der er kun få naturskove og de dækker kun omkring 3% af de skovklædte områder. Der er tørvemoser, hvoraf den ene, m,ed et område på 39,3 km², blev opført som et strengt beskyttede område i 1959. I de skovklædte områder af parken er der kronhjorte, vildsvin, egern, pindsvin, mange fugle og krybdyr, herunder firben og hugorme. Den store tørvemose Batorowski, en af de få højmoser i Polen.

## Kultur
Tabelbjergenes historie er tæt forbundet med historien om Kłodzko-regionen, der ligger på grænselandet Schlesien, Bøhmen og Mähren . Efter de hussitterkrigene i det 14. og 15. århundrede trivedes området, og senere blev de første kurbade i Kudowa, Duszniki og Polanica åbnet. Duszniki er også et centrum for papirproduktion – en af de første papirfabrikker i Europa blev åbnet der i 1605. 

## Galleri
- "Helvede"
- Błędne Skały
- Udsigt over Szczeliniec Wielki
- "Gorilla" på Szczeliniec Wielki
- Szczeliniec Wielki
- Skalne Baszty
- (polsk: Skalne Grzyby)
- Niknąca Łąka
- Et panorama af Sudeterbjergene
- Szczeliniec Wielki
- En klippeformation i parken
- En kampesten og gran i nationalparken